# Campeonato Paraguayo de Fútbol Femenino 2018
El Campeonato Paraguayo de Fútbol Femenino 2018 fue el decimonoveno campeonato oficial de Primera División de la rama femenina de la Asociación Paraguaya de Fútbol (APF).  
El equipo campeón clasificó a la Copa Libertadores Femenina 2019.

## Sistema de competición
Se juega un torneo cada dos años. Cada torneo consta de una rueda de 11 fechas, de ida y vuelta, para la etapa de clasificación, de la que el campeón absoluto de la temporada, se decide por medio del puntaje.

## Equipos
| Equipo                        | Ciudad          | Departamento             | Estadio                       |
| ----------------------------- | --------------- | ------------------------ | ----------------------------- |
| Sportivo Luqueño              | Luque           | Central                  | Cancha Villa Elena            |
| UAA                           | Asunción        | Distrito Capital         | Campus de Lambaré             |
| / Libertad/Sportivo Limpeño   | Asunción/Limpio | Distrito Capital/Central | Cancha Optaciano Gómez        |
| Olimpia                       | Asunción        | Distrito Capital         | Parque Guasu                  |
| Deportivo Capiatá             | Capiatá         | Central                  | Cancha Silvio Pettirossi      |
| Cerro Porteño                 | Asunción        | Distrito Capital         | Cancha Adriano Irala          |
| 12 de Octubre                 | Itauguá         | Central                  | Sede Social del 12 de Octubre |
| Deportivo Humaitá             | Humaitá         | Ñeembucú                 | Pioneros de Corumba Kue       |
| Independiente de Campo Grande | Asunción        | Distrito Capital         | Cancha Ricardo Gregor         |
| Guaraní                       | Asunción        | Distrito Capital         |                               |

## Clasificación
| Pos | Equipo             | J  | G  | E | P  | GF | GC | Dif | Pts |
| --- | ------------------ | -- | -- | - | -- | -- | -- | --- | --- |
| 01. | Cerro Porteño      | 18 | 17 | 0 | 1  | 63 | 8  | 55  | 51  |
| 02. | Libertad/Limpeño   | 18 | 13 | 2 | 3  | 51 | 11 | 40  | 41  |
| 03. | Deportivo Capiatá  | 18 | 12 | 2 | 4  | 57 | 18 | 39  | 38  |
| 04. | Sportivo Luqueño   | 18 | 10 | 2 | 6  | 29 | 22 | 7   | 32  |
| 05. | Olimpia            | 18 | 10 | 0 | 8  | 33 | 32 | 1   | 30  |
| 06. | Guaraní            | 18 | 8  | 2 | 8  | 24 | 42 | -18 | 26  |
| 07. | UAA                | 18 | 4  | 2 | 12 | 29 | 50 | -21 | 14  |
| 08. | Humaitá FBC        | 18 | 3  | 3 | 12 | 14 | 39 | -25 | 12  |
| 09. | Independiente (CG) | 18 | 2  | 3 | 13 | 10 | 59 | -49 | 9   |
| 10. | 12 de Octubre      | 18 | 1  | 3 | 13 | 12 | 36 | -24 | 6   |

PJ = Partidos jugados; G = Partidos ganados; E = Partidos empatados; P = Partidos perdidos; GF = Goles anotados; GC = Goles recibidos; Dif = Diferencia de goles; Pts = Puntos.

(C) = Campeón

## Resultados
| Fecha 1       | Fecha 1   | Fecha 1           | Fecha 1      | Fecha 1     | Fecha 1 |
| Local         | Resultado | Visitante         | Estadio      | Fecha       | Hora    |
| ------------- | --------- | ----------------- | ------------ | ----------- | ------- |
| Olimpia       | 3 - 2     | UAA               | Parque Guasú | 29 de abril | 15:00   |
| Luqueño       | 1 - 2     | Deportivo Capiatá | Parque Guasú | 29 de abril | 15:00   |
| Guaraní       | 2 - 1     | Humaitá           | Parque Guasú | 29 de abril | 15:00   |
| 12 de Octubre | 2 - 3     | Libertad/Limpeño  | Parque Guasú | 29 de abril | 15:00   |
| Independiente | 0 - 10    | Cerro Porteño     | Parque Guasú | 29 de abril | 15:00   |

| Fecha 2           | Fecha 2   | Fecha 2       | Fecha 2          | Fecha 2   | Fecha 2 |
| Local             | Resultado | Visitante     | Estadio          | Fecha     | Hora    |
| ----------------- | --------- | ------------- | ---------------- | --------- | ------- |
| Cerro Porteño     | 2 - 1     | Luqueño       | Presidente Hayes | 5 de mayo | 15:00   |
| Deportivo Capiatá | 3 - 0     | 12 de Octubre | Aux. de Capiatá  | 6 de mayo | 10:00   |
| Libertad/Limpeño  | 2 - 0     | UAA           | Optaciano Gómez  | 6 de mayo | 10:00   |
| Humaitá           | 1 - 0     | Independiente | Humaitá          | 6 de mayo | 10:00   |
| Guaraní           | 0 - 1     | Olimpia       | Ypané            | 6 de mayo | 15:00   |

| Fecha 3       | Fecha 3   | Fecha 3           | Fecha 3       | Fecha 3    | Fecha 3 |
| Local         | Resultado | Visitante         | Estadio       | Fecha      | Hora    |
| ------------- | --------- | ----------------- | ------------- | ---------- | ------- |
| 12 de Octubre | 0 - 5     | Cerro Porteño     | 12 de Octubre | 12 de mayo | 15:00   |
| Olimpia       | 2 - 3     | Libertad/Limpeño  | Parque Guasu  | 13 de mayo | 10:00   |
| Luqueño       | 1 - 1     | Humaitá           | Parque Guasu  | 13 de mayo | 10:00   |
| Independiente | 0 - 1     | Guaraní           | Parque Guasu  | 13 de mayo | 10:00   |
| UAA           | 0 - 2     | Deportivo Capiatá | Campus UAA    | 13 de mayo | 15:00   |

| Fecha 4           | Fecha 4   | Fecha 4          | Fecha 4                 | Fecha 4    | Fecha 4 |
| Local             | Resultado | Visitante        | Estadio                 | Fecha      | Hora    |
| ----------------- | --------- | ---------------- | ----------------------- | ---------- | ------- |
| Cerro Porteño     | 6 - 2     | UAA              | El Fortín               | 19 de mayo | 15:00   |
| Deportivo Capiatá | 1 - 1     | Libertad/Limpeño | Aux. de Capiatá         | 19 de mayo | 15:00   |
| Independiente     | 0 - 1     | Olimpia          | Parque Guasu            | 20 de mayo | 10:00   |
| Guaraní           | 0 - 0     | Luqueño          | Parque Guasu            | 20 de mayo | 10:00   |
| Humaitá           | 2 - 1     | 12 de Octubre    | Pioneros de Curumba Cué | 20 de mayo | 10:00   |

| Fecha 5          | Fecha 5   | Fecha 5           | Fecha 5                 | Fecha 5     | Fecha 5 |
| Local            | Resultado | Visitante         | Estadio                 | Fecha       | Hora    |
| ---------------- | --------- | ----------------- | ----------------------- | ----------- | ------- |
| 12 de Octubre    | 0 - 2     | Guaraní           | 12 de Octubre           | 9 de junio  | 15:00   |
| Olimpia          | 2 - 3     | Deportivo Capiatá | Comité Olímpico         | 10 de junio | 10:00   |
| UAA              | 2 - 3     | Humaitá           | Pioneros de Curumba Cué | 10 de junio | 10:00   |
| Libertad/Limpeño | 0 - 1     | Cerro Porteño     | Optaciano Gómez         | 10 de junio | 15:00   |
| Luqueño          | 4 - 1     | Independiente     | 26 de febrero           | 10 de junio | 15:00   |

| Fecha 6       | Fecha 6   | Fecha 6           | Fecha 6                 | Fecha 6     | Fecha 6 |
| Local         | Resultado | Visitante         | Estadio                 | Fecha       | Hora    |
| ------------- | --------- | ----------------- | ----------------------- | ----------- | ------- |
| Cerro Porteño | 3 - 0     | Deportivo Capiatá | Fortín de Tacumbu       | 16 de junio | 15:00   |
| Guaraní       | 2 - 0     | UAA               | Parque Guasu            | 16 de junio | 15:00   |
| Independiente | 2 - 1     | 12 de Octubre     | Parque Guasu            | 16 de junio | 15:00   |
| Luqueño       | 1 - 0     | Olimpia           | 26 de febrero           | 17 de junio | 10:00   |
| Humaitá       | 0 - 1     | Libertad/Limpeño  | Pioneros de Corumbá Cué | 17 de junio | 10:00   |

| Fecha 7           | Fecha 7   | Fecha 7       | Fecha 7           | Fecha 7     | Fecha 7 |
| Local             | Resultado | Visitante     | Estadio           | Fecha       | Hora    |
| ----------------- | --------- | ------------- | ----------------- | ----------- | ------- |
| Deportivo Capiatá | 4 - 1     | Humaitá       | Complejo Auriazul | 23 de junio | 15:00   |
| UAA               | 3 - 0     | Independiente | Campus UAA        | 23 de junio | 15:00   |
| 12 de Octubre     | 0 - 1     | Luqueño       | 12 de Octubre     | 23 de junio | 15:00   |
| Olimpia           | 1 - 4     | Cerro Porteño | 12 de Octubre SD  | 24 de junio | 10:00   |
| Libertad/Limpeño  | 3 - 0     | Guaraní       | Optaciano Gómez   | 24 de junio | 10:00   |

| Fecha 8       | Fecha 8   | Fecha 8           | Fecha 8                | Fecha 8     | Fecha 8 |
| Local         | Resultado | Visitante         | Estadio                | Fecha       | Hora    |
| ------------- | --------- | ----------------- | ---------------------- | ----------- | ------- |
| Humaitá       | 0 - 4     | Cerro Porteño     | Pioneros de CorumbaCue | 30 de junio | 15:00   |
| Independiente | 0 - 11    | Libertad/Limpeño  | APF                    | 30 de junio | 15:00   |
| Guaraní       | 1 - 0     | Deportivo Capiatá | Parque Guasu           | 30 de junio | 15:00   |
| Luqueño       | 4 - 2     | UAA               | 12 de Octubre SD       | 1 de julio  | 10:00   |
| 12 de Octubre | 1 - 0     | Olimpia           | 12 de Octubre          | 1 de julio  | 10:00   |

| Fecha 9           | Fecha 9   | Fecha 9       | Fecha 9           | Fecha 9    | Fecha 9 |
| Local             | Resultado | Visitante     | Estadio           | Fecha      | Hora    |
| ----------------- | --------- | ------------- | ----------------- | ---------- | ------- |
| Libetad/Limpeño   | 3 - 0     | Luqueño       | Optaciano Gómez   | 7 de julio | 15:00   |
| UAA               | 3 - 3     | 12 de Octubre | Campus UAA        | 7 de julio | 15:00   |
| Olimpia           | 2 - 1     | Humaitá       | Parque Guasu      | 8 de julio | 10:00   |
| Deportivo Capiatá | 7 - 0     | Independiente | Aux. de Capiatá   | 8 de julio | 10:00   |
| Cerro Porteño     | 3 - 1     | Guaraní       | Fortín de Tacumbú | 8 de julio | 15:00   |

| Fecha 10          | Fecha 10  | Fecha 10      | Fecha 10                | Fecha 10     | Fecha 10 |
| Local             | Resultado | Visitante     | Estadio                 | Fecha        | Hora     |
| ----------------- | --------- | ------------- | ----------------------- | ------------ | -------- |
| Libetad/Limpeño   | 3 - 1     | 12 de Octubre | Parque Guasu            | 18 de agosto | 15:00    |
| UAA               | 2 - 5     | Olimpia       | Campus UAA              | 19 de agosto | 10:00    |
| Deportivo Capiatá | 0 - 1     | Luqueño       | Aux. de Capiatá         | 19 de agosto | 10:00    |
| Cerro Porteño     | 6 - 0     | Independiente | Fortín de Tacumbu       | 19 de agosto | 10:00    |
| Humaitá           | 1 - 4     | Guaraní       | Pioneros de Corumba Cué | 19 de agosto | 10:00    |

| Fecha 11      | Fecha 11  | Fecha 11          | Fecha 11      | Fecha 11     | Fecha 11 |
| Local         | Resultado | Visitante         | Estadio       | Fecha        | Hora     |
| ------------- | --------- | ----------------- | ------------- | ------------ | -------- |
| Olimpia       | 2 - 3     | Guaraní           | Parque Guasu  | 25 de agosto | 15:00    |
| Independiente | 1 - 1     | Humaitá           | Parque Guasu  | 25 de agosto | 15:00    |
| 12 de Octubre | 0 - 4     | Deportivo Capiatá | 12 de Octubre | 25 de agosto | 15:00    |
| UAA           | 1 - 2     | Libertad/Limpeño  | Campus UAA    | 25 de agosto | 15:00    |
| Luqueño       | 0 - 2     | Cerro Porteño     | 26 de febrero | 26 de agosto | 15:00    |

| Fecha 12          | Fecha 12  | Fecha 12      | Fecha 12                | Fecha 12        | Fecha 12 |
| Local             | Resultado | Visitante     | Estadio                 | Fecha           | Hora     |
| ----------------- | --------- | ------------- | ----------------------- | --------------- | -------- |
| Cerro Porteño     | 4 - 0     | 12 de Octubre | Fortín de Tacumbu       | 1 de septiembre | 15:00    |
| Libetad/Limpeño   | 4 - 0     | Olimpia       | Optaciano Gómez         | 5 de septiembre | 15:00    |
| Deportivo Capiatá | 6 - 0     | UAA           | Aux. de Capiatá         | 5 de septiembre | 15:00    |
| Guaraní           | 1 - 1     | Independiente | Parque Guasu            | 5 de septiembre | 15:00    |
| Humaitá           | 1 - 2     | Luqueño       | Pioneros de Corumba Cué | 5 de septiembre | 15:00    |

| Fecha 13         | Fecha 13  | Fecha 13          | Fecha 13        | Fecha 13        | Fecha 13 |
| Local            | Resultado | Visitante         | Estadio         | Fecha           | Hora     |
| ---------------- | --------- | ----------------- | --------------- | --------------- | -------- |
| Olimpia          | 3 - 0     | Independiente     | Parque Guasu    | 8 de septiembre | 15:00    |
| 12 de Octubre    | 0 - 0     | Humaitá           | 12 de octubre   | 8 de septiembre | 15:00    |
| UAA              | 1 - 2     | Cerro Porteño     | Campus UAA      | 8 de septiembre | 15:00    |
| Luqueño          | 3 - 0     | Guaraní           | 26 de febrero   | 9 de septiembre | 15:00    |
| Libertad/Limpeño | 0 - 0     | Deportivo Capiatá | Optaciano Gómez | 9 de septiembre | 15:00    |

| Fecha 14          | Fecha 14  | Fecha 14        | Fecha 14          | Fecha 14         | Fecha 14 |
| Local             | Resultado | Visitante       | Estadio           | Fecha            | Hora     |
| ----------------- | --------- | --------------- | ----------------- | ---------------- | -------- |
| Cerro Porteño     | 2 - 0     | Libetad/Limpeño | Fortín de Tacumbu | 15 de septiembre | 15:00    |
| Deportivo Capiatá | 3 - 4     | Olimpia         | Complejo Auriazul | 15 de septiembre | 15:00    |
| Humaitá           | 0 - 1     | UAA             | Campus UAA        | 15 de septiembre | 15:00    |
| Guaraní           | 2 - 1     | 12 de Octubre   | Parque Guasu      | 15 de septiembre | 15:00    |
| Independiente     | 0 - 1     | Luqueño         | 1° de Marzo       | 16 de septiembre | 10:00    |

| Fecha 15          | Fecha 15  | Fecha 15      | Fecha 15          | Fecha 15         | Fecha 15 |
| Local             | Resultado | Visitante     | Estadio           | Fecha            | Hora     |
| ----------------- | --------- | ------------- | ----------------- | ---------------- | -------- |
| Olimpia           | 2 - 1     | Luqueño       | Parque Guasu      | 22 de septiembre | 15:00    |
| 12 de Octubre     | 0 - 1     | Independiente | 12 de Octubre     | 22 de septiembre | 15:00    |
| UAA               | 4 - 2     | Guaraní       | Campus UAA        | 22 de septiembre | 15:00    |
| Deportivo Capiatá | 2 - 0     | Cerro Porteño | Complejo Auriazul | 22 de septiembre | 15:00    |
| Libetad/Limpeño   | 1 - 0     | Humaitá       | Optaciano Gómez   | 23 de septiembre | 10:00    |

| Fecha 16      | Fecha 16  | Fecha 16          | Fecha 16                | Fecha 16         | Fecha 16 |
| Local         | Resultado | Visitante         | Estadio                 | Fecha            | Hora     |
| ------------- | --------- | ----------------- | ----------------------- | ---------------- | -------- |
| Cerro Porteño | 3 - 0     | Olimpia           | Fortín de Tacumbu       | 29 de septiembre | 15:00    |
| Guaraní       | 1 - 9     | Libertad/Limpeño  | Parque Guasu            | 29 de septiembre | 15:00    |
| Independiente | 2 - 3     | UAA               | Parque Guasu            | 29 de septiembre | 15:00    |
| Luqueño       | 2 - 1     | 12 de Octubre     | 26 de febrero           | 29 de septiembre | 15:00    |
| Humaitá       | 0 - 7     | Deportivo Capiatá | Pioneros de Curumba Cué | 30 de septiembre | 15:00    |

| Fecha 17          | Fecha 17  | Fecha 17      | Fecha 17             | Fecha 17     | Fecha 17 |
| Local             | Resultado | Visitante     | Estadio              | Fecha        | Hora     |
| ----------------- | --------- | ------------- | -------------------- | ------------ | -------- |
| Olimpia           | 2 - 0     | 12 de Octubre | Parque Guasu         | 6 de octubre | 15:00    |
| UAA               | 2 - 6     | Luqueño       | Campus UAA           | 6 de octubre | 15:00    |
| Libetad/Limpeño   | 2 - 0     | Independiente | Optaciano Gómez      | 6 de octubre | 15:00    |
| Deportivo Capiatá | 7 - 2     | Guaraní       | Aux. de Capiatá      | 6 de octubre | 15:00    |
| Cerro Porteño     | 3 - 0     | Humaitá       | El Fortín de Tacumbú | 6 de octubre | 15:00    |

| Fecha 18      | Fecha 18  | Fecha 18          | Fecha 18                  | Fecha 18      | Fecha 18 |
| Local         | Resultado | Visitante         | Estadio                   | Fecha         | Hora     |
| ------------- | --------- | ----------------- | ------------------------- | ------------- | -------- |
| Luqueño       | 0 - 3     | Libertad/Limpeño  | Comité Olímpico Paraguayo | 17 de octubre | 16:00    |
| Independiente | 2 - 6     | Deportivo Capiatá | Complejo Auriazul         | 17 de octubre | 16:00    |
| Guaraní       | 0 - 6     | Cerro Porteño     | Triunfo de Ypacarai       | 17 de octubre | 16:00    |
| Humaitá       | 1 - 3     | Olimpia           | Pioneros de Curumba Cué   | 17 de octubre | 16:00    |
| 12 de Octubre | 0 - 0     | UAA               | 12 de Octubre             | 17 de octubre | 16:00    |